# Genki Miyachi
Genki Miyachi (født 17. april 1994) er en japansk fodboldspiller, som spiller for den japanske fodboldklub Azul Claro Numazu.